# Стиль Регентства (Франция)

А. Ватто. Паломничество на остров Киферу. 1717. Холст, масло. Лувр, Париж

Стиль регентства, или «режанс» (фр. style de Régence) — историко-региональный художественный стиль в искусстве Франции 1715—1723 годов, периода правления герцога Филиппа Орлеанского, племянника короля Людовика XIV, председателя Регентского совета при малолетнем Людовике XV. По историческим меркам период Регентства был краток, но к удивлению историков искусства за это короткое время возник и полностью сформировался оригинальный художественный стиль, так называемый «стиль Регентства», переходный от классицизма к рококо.
Некоторые авторы не выделяют стиль французского Регентства и включают его в понятие рококо. Однако очевидны различия двух стилей и двух историко-культурных ситуаций. Олицетворением эстетики периода Регентства служит творчество Антуана Ватто. Его тонкое и хрупкое искусство является наилучшим примером камерной эстетики и чувственной красоты переходного времени. Живопись следующего периода, середины XVIII века, бурного и претенциозного правления Людовика XV, представляет Франсуа Буше — типичное воплощение стиля рококо. Различия творчества двух художников существенны и объединять их понятием одного художественного стиля противоречит логике исторического развития культуры.
В год кончины Короля-Солнце Людовика XIV наследнику было всего пять лет, но 1 сентября 1715 года его провозгласили новым королём Франции под именем Людовика XV. Страна была истощена предыдущим правлением, непрерывными войнами и огромными тратами короля на содержание пышных резиденций, увеселений и театральных празднеств в Версале. Даже изданные Людовиком XIV пресловутые «указы против роскоши» (1689 и 1700 годов) не могли поправить положение, но зато нанесли невосполнимый урон декоративно-прикладному искусству. Огромное количество золотых и серебряных изделий, дорогой посуды и ювелирных украшений было переплавлено на монеты. Счастливый век пышных церемоний, грандиозных архитектурных проектов, фейерверков и театральных представлений был позади.

## Общая характеристика стиля
Период регентства характерен смягчением строгих нравов, воцарившихся при дворе Людовика XIV в поздние годы его правления под влиянием мадам де Ментенон. Филипп Орлеанский перенёс свою резиденцию из Версаля в Париж. Центром общественной и политической жизни герцог Орлеанский сделал Пале-Рояль, расположенный в центре Парижа, напротив Лувра. Новый художественный стиль складывался постепенно в зыбкой атмосфере между прошедшим, блистательным для Франции семнадцатым столетием и сулившим неуверенность восемнадцатым. Но Франция оставалась страной классического искусства, а Париж сохранял свой статус одной из главных художественных столиц Европы.
Художественная жизнь также переместилась из Версаля в Париж, но не в парадные резиденции, а в частные особняки — отели, небольшие гостиные и аристократические салоны. Пышность и помпезность «большого стиля» XVII века сменялась эстетикой камерного искусства. В идеологии происходил поворот от героики к интимности, от нормативности придворного этикета к некоторой свободе индивидуализма, нравам замкнутого аристократического общества, кружков «любителей изящного» и эстетике будуаров. В моду вошли «галантные празднества», балы, маскарады. «Галантные празднества», «Общество в парке», «Урок любви», «Капризница», «Вечерние развлечения» — характерные названия картин Антуана Ватто, проникнутых тихим, элегическим настроением. «Это лёгкая танцевальная музыка, написанная красками», — писал про картины Ватто немецкий романтик Вакенродер.
В архитектуре после Зеркальной галереи и помпезных залов Версальского дворца были востребованы небольшие гостиные. Отделка выглядит строже: закруглённые углы интерьеров, падуги, смягчающие переход от вертикалей стен к скромно оформленным плафонам, мотивы трельяжей и цветочных гирлянд с бандельверками. В рельефах и росписях доминировали «изящные сцены», темы музицирования, детских игр, празднеств в честь Венеры. Герцог Орлеанский, отличавшийся храбростью на войне, в мирное время был не только организатором ночных кутежей, но и выдающимся меценатом, занимался музыкой, живописью, был неплохим рисовальщиком и гравёром. Его роль в быстром формировании оригинального художественного стиля, по утверждению мемуаристов, была значительной. Нравы, формировавшиеся при дворе Филиппа Орлеанского — соединение серьёзного и шутливого, показной строгости и фривольности, аллюзий античности и откровенной эротики — создавали атмосферу, которую позднее и назвали стилем французского регентства.

## Художники и произведения
Герцог пригласил во Францию труппу итальянского театра Комедия дель арте. Артисты труппы в масках Пьеро, Арлекина, Коломбины стали персонажами грустных и трогательных картин Антуана Ватто: «Меццетен», «Жиль», «Актёры итальянской комедии», «Любовь на итальянской сцене». Примечательно, что свою жизнь в искусстве Ватто начинал как рисовальщик-орнаменталист, ученик Клода Жилло.

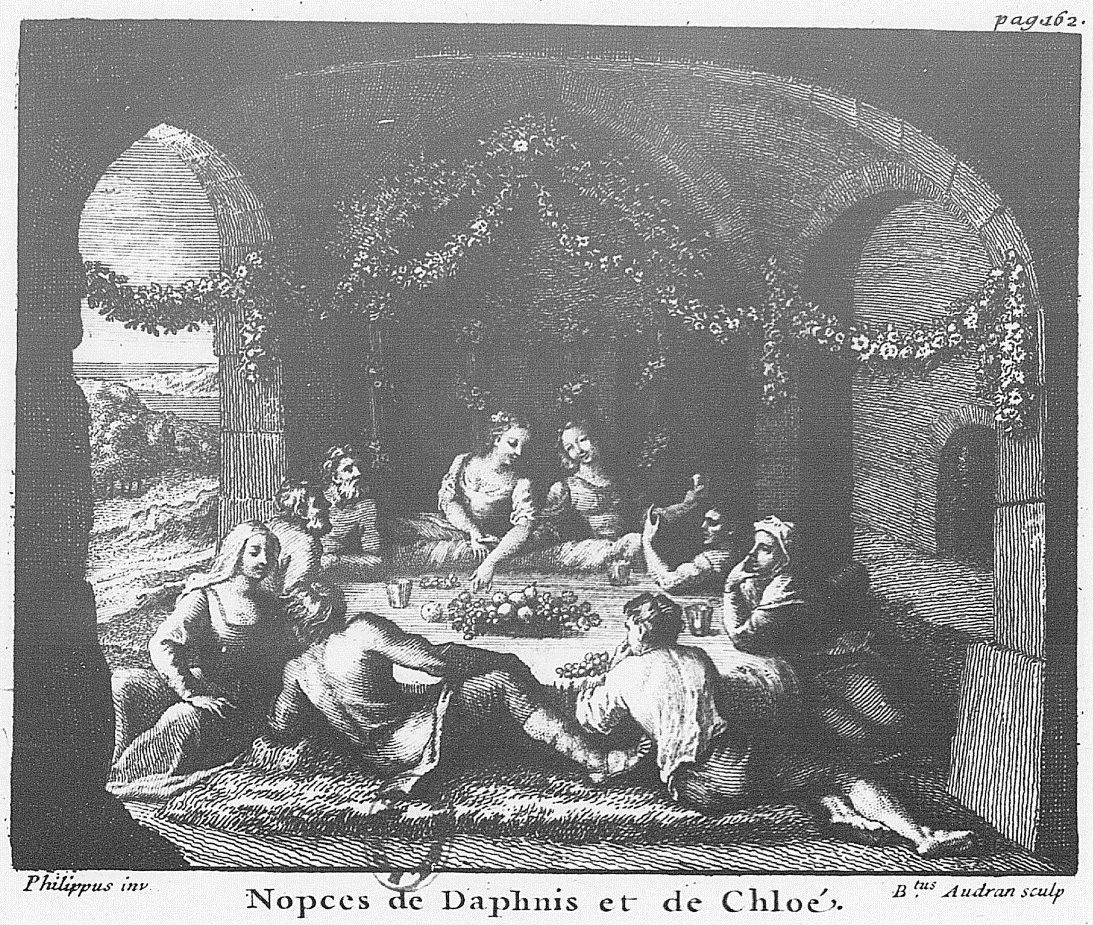
Брачный пир Дафниса и Хлои. Гравюра Б. Одрана по рисункам А. Куапеля и Филиппа Орлеанского (?). 1718

В 1718 году в Париже вышел фривольный античный роман Лонга «Дафнис и Хлоя» тиражом 250 экземпляров, так называемое «издание регента». Инициатором издания был герцог Орлеанский. Считается, что он также был автором иллюстраций. Однако, скорее, авторами рисунков были Антуан Куапель, учитель рисования регента, и его сын Шарль-Антуан Куапель, а 29 гравюр по рисункам отца и сына Куапелей выполнил Бенуа Одран Первый (1661—1721).
В 1719 году появилось издание «Басен» Антуана ла Мот Удара с гравюрами по рисункам Клода Жилло, выдающегося мастера периода Регентства. К. Жилло был рисовальщиком-орнаменталистом, декоратором, живописцем и гравёром, выполнял эскизы шпалер, рисунки мебели, образцы росписи фаянса для мануфактуры в Мустье. Герцог коллекционировал античные геммы. В 1741 году при разделе собрания банкира П. Кроза коллекцию резных камней (1500 экземпляров) целиком приобрел герцог Орлеанский (в 1788 году эту коллекцию купила Екатерина II для петербургского Эрмитажа). В 1770—1784 годах в Париже издавалось «Описание» художественного собрания регента в двух томах.

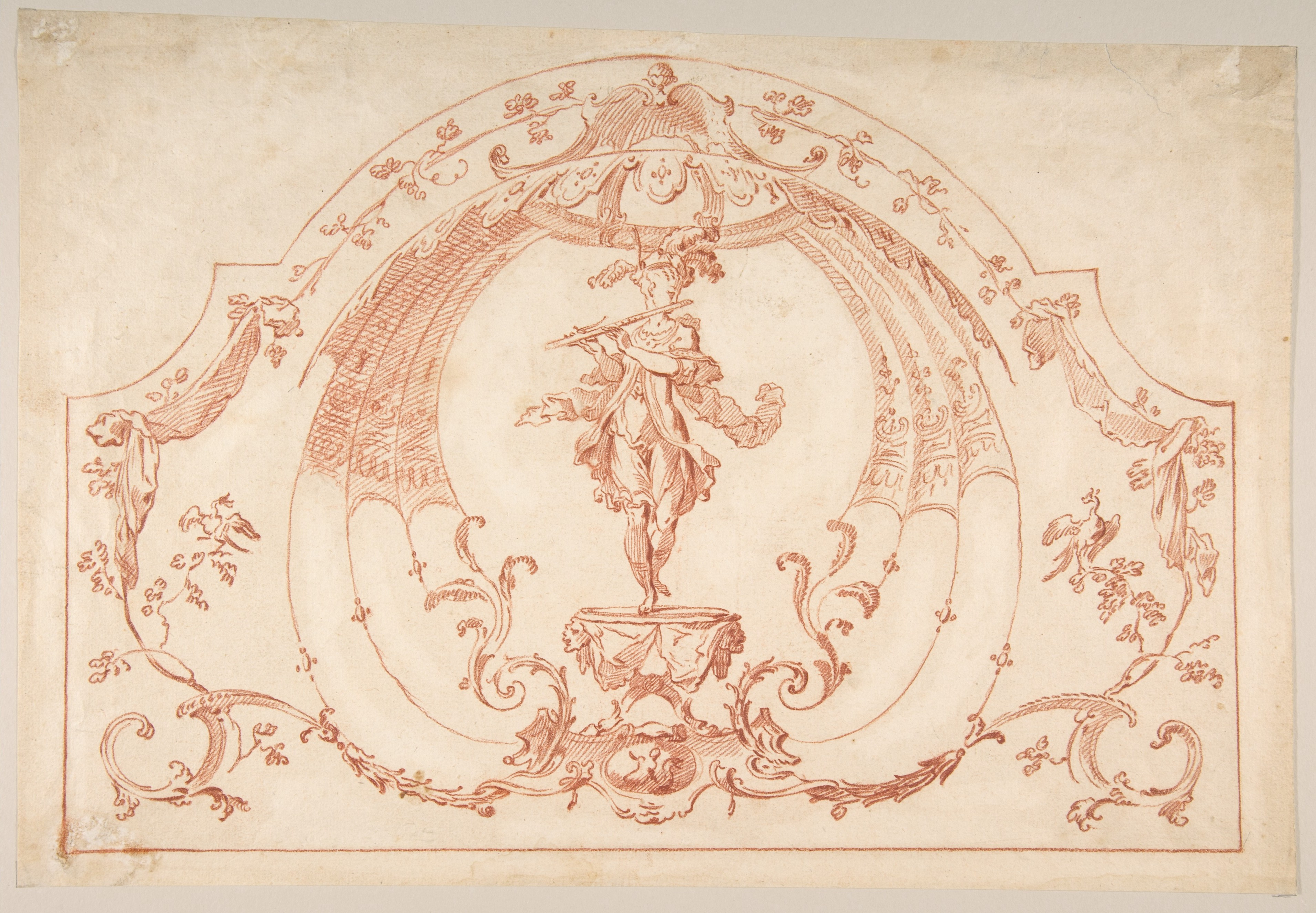
Ж.-М. Оппенор. Орнамент с флейтистом. Ок. 1700—1720

Элементы «большого стиля» Людовика XIV постепенно трансформировались в более лёгкие и изящные формы: картуши, цветочные гирлянды, маскароны, раковины. Новые формальные носители практически отсутствуют, но трактовка старых заметно меняется. Среди создателей стиля Регентства называют Пьера Лепотра (сына гравёра «большого стиля» Жана Лепотра) и Жиль-Мари Оппенора, рисовальщика и гравёра-орнаменталиста. Оппенор, ученик Ж. Ардуэн-Мансара, в 1692—1699 годах работал в Италии, затем с 1715 года был главным архитектором регента, директором королевских мануфактур и интендантом королевских парков. Исследователи считают, что своими орнаментальными композициями Оппенор смягчил барочные черты стиля Людовика XIV и ввёл моду на плавную, изогнутую линию, основу будущего рокайля. Рисунки Оппенора, образцы орнаментов, награвированные Г. Юкье, издавали в виде альбомов под названиями «Малый», «Средний» и «Большой Оппенор». Выдающимися мастерами были члены семьи Одран, рисовальщики, декораторы, орнаменталисты. Наибольшей славой в период Регентства пользовался Клод Одран Третий. Он стал использовать элементы орнаментики Жана Берена, соединяя их с восточными мотивами, ренессансными гротесками, трельяжами, ламбрекенами в лёгкой и утончённой манере.

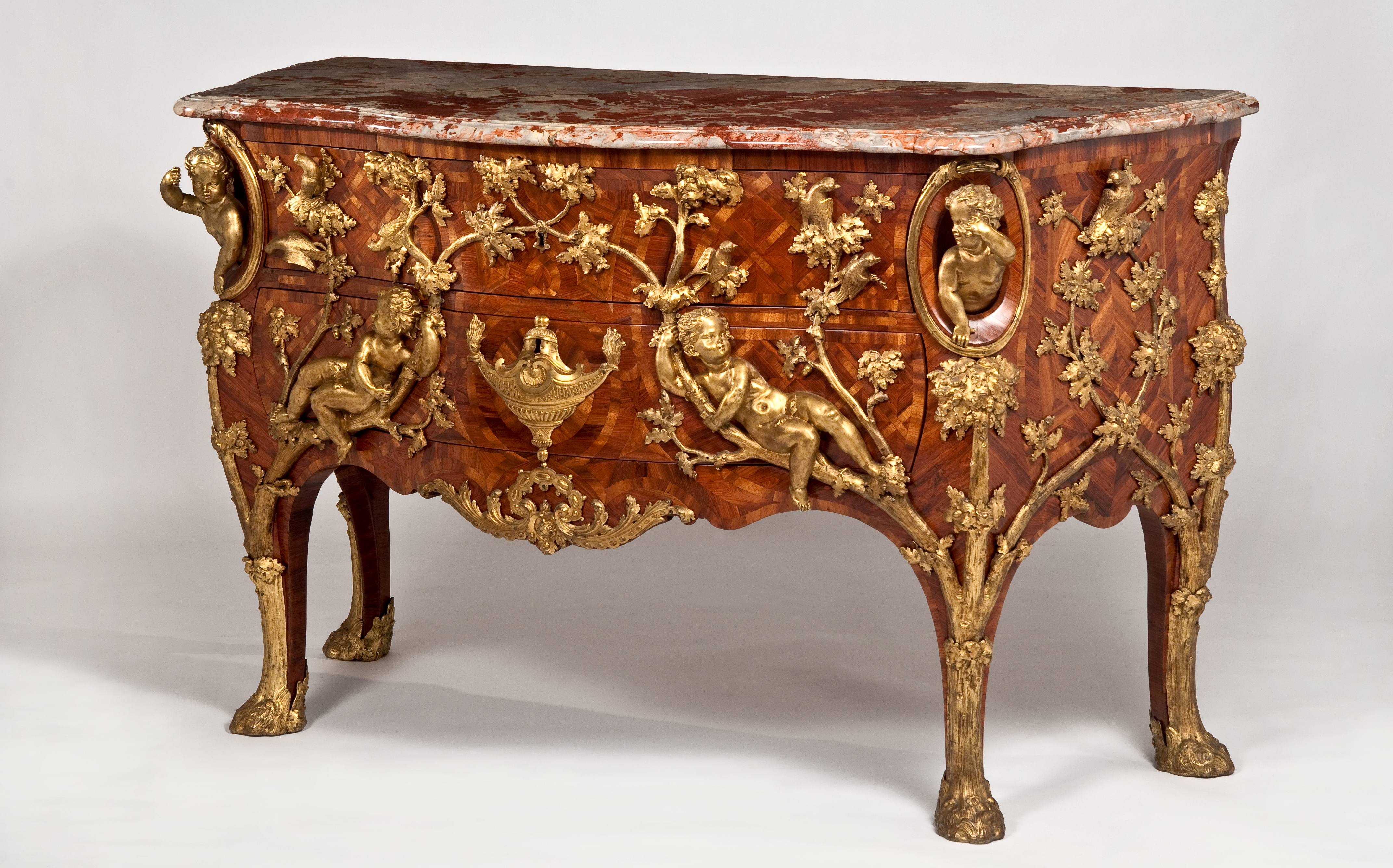
Шарль Крессан. Комод. Ок. 1730

В искусстве мебели тяжёлые барочные формы А.-Ш. Буля заменяли более лёгкими. Пышные интарсии и массивные бронзовые литые детали — красным деревом с тонкими латунными накладками. В числе выдающихся мастеров этого периода — Шарль Крессан. Декор стен и тканей — в светлых тонах: розовом, голубом, оливковом, палевым, белым с позолотой. В это время достигает апогея увлечение восточным, китайским и японским, искусством, что также отражается в картинах А. Ватто. Заморские товары — фарфор, китайские лаки, шёлковые ткани — привозили на кораблях Ост-Индской торговой компании. А. Ватто жил в парижском доме П. Кроза на улице Ришельё, там он имел возможность изучать одну из самых выдающихся коллекций Франции. В другом доме Кроза, на Вандомской площади собирались писатели, философы, художники. Среди них граф де Келюс и Пьер-Жан Мариэтт Младший (1694—1774) — гравёр, издатель, торговец эстампами, историк искусства и коллекционер. При финансовой поддержке Мариэтта в 1729—1742 годах было осуществлено грандиозное издание «Коллекция эстампов с лучших картин и рисунков, находящихся во Франции в Королевском собрании, а также в собрании герцога Орлеанского и других, разделённая по разным школам» («Recueil d’estampes d’après les plus beaux tableaux et d’après les plus beaux dessins qui sont en France, dans le cabinet du roi, dans celui de Mgr. le duc d’Orleans et dans d’autres cabinets»), около 180 гравюр с описанием в двух томах. В историю это издание вошло под кратким названием «Кабинета Кроза». Другое значительное издание: «Сборник Жюльенна» — полное собрание картин и рисунков А. Ватто в гравюрах, выполненных графом де Келюсом, Н.-А. Тардьё, Ф. Буше, Ш.-Н. Кошеном, Б. Одраном Вторым и другими гравёрами. Сборник выходил в эпоху рококо, но в нём отражён дух искусства периода Регентства. Жан де Жюльен (1686—1767), именем которого назван сборник гравюр, рисовальщик и гравёр-любитель, коллекционер был большим другом Антуана Ватто. Выдающийся художник посвятил ему картину, сохранившуюся лишь в гравюрном исполнении Н.-А. Тардьё под трогательным названием: «С тобою рядом сидя…».
В 1730—1740-х годах Францию, а затем и сопредельные страны завоёвывал новый художественный стиль — рококо.

## Мебель периода Регентства во Франции

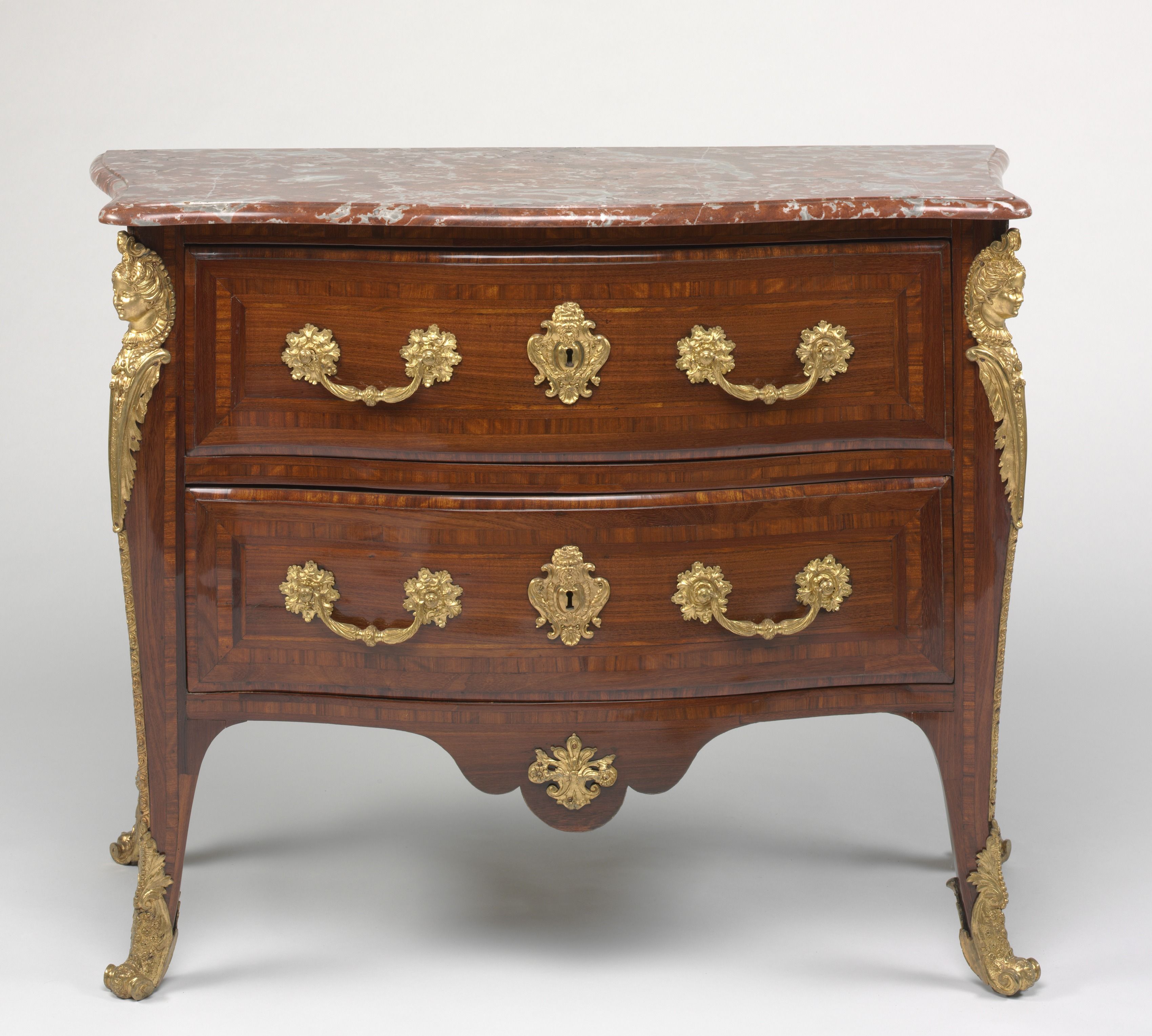
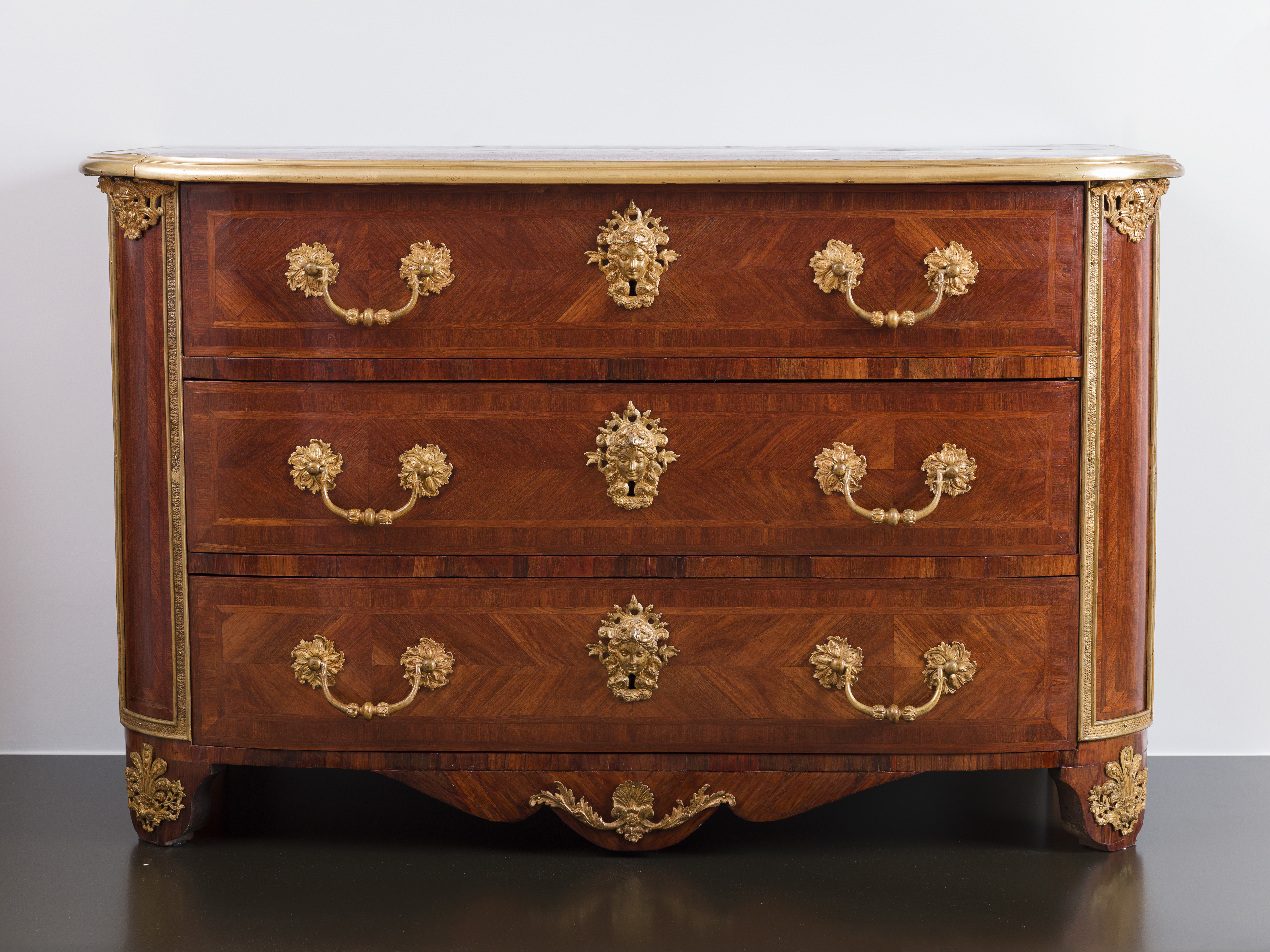
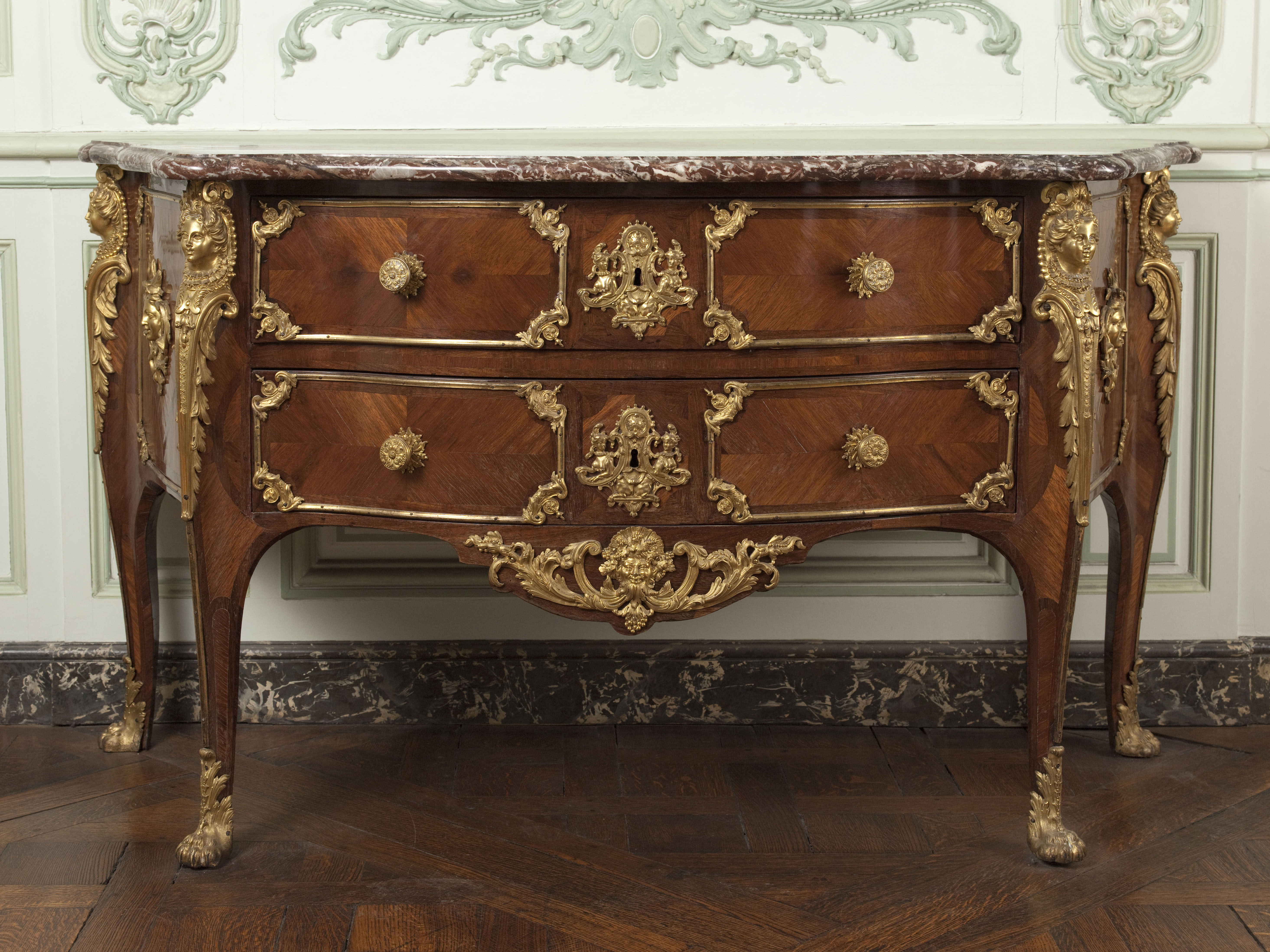
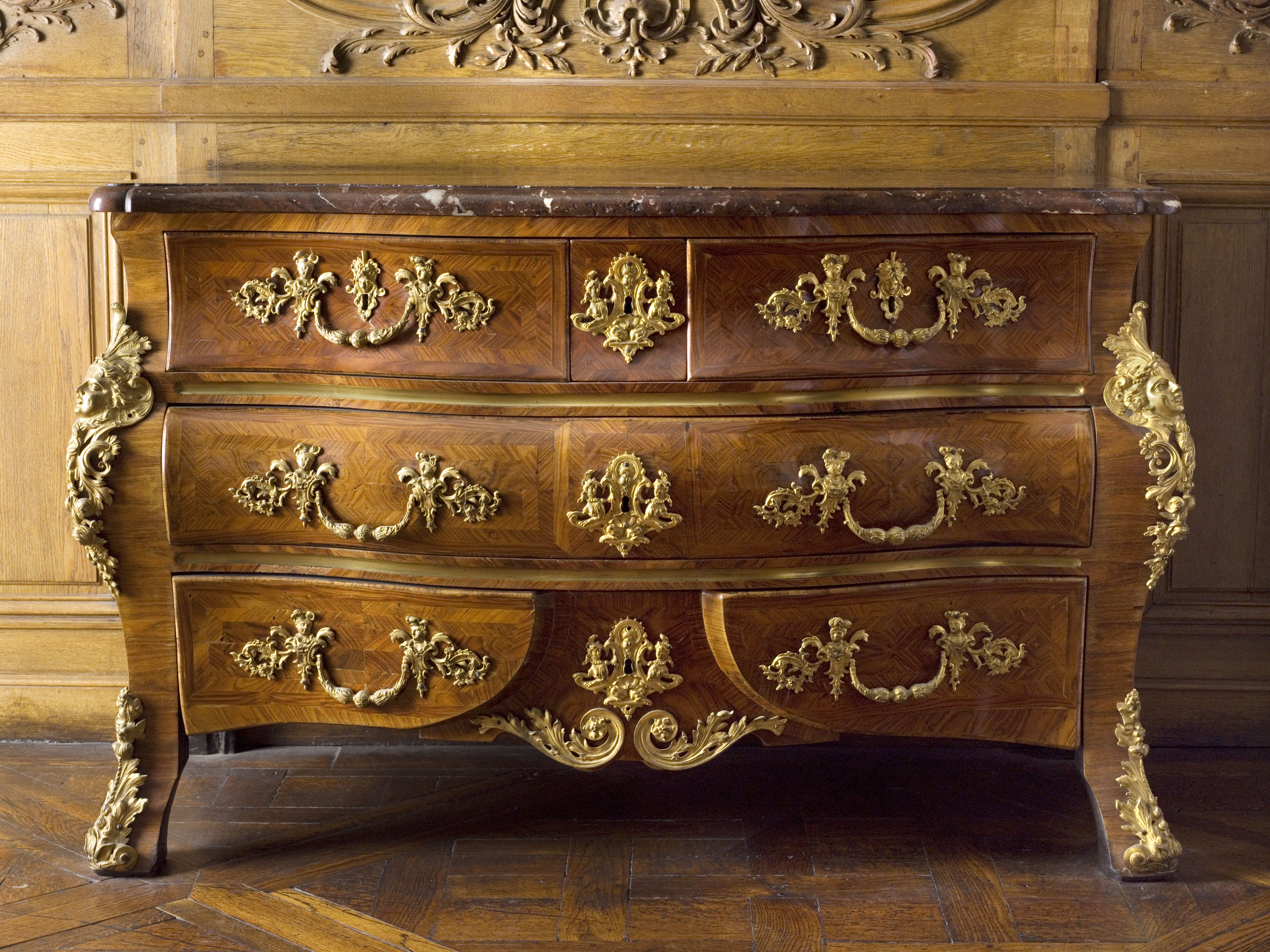
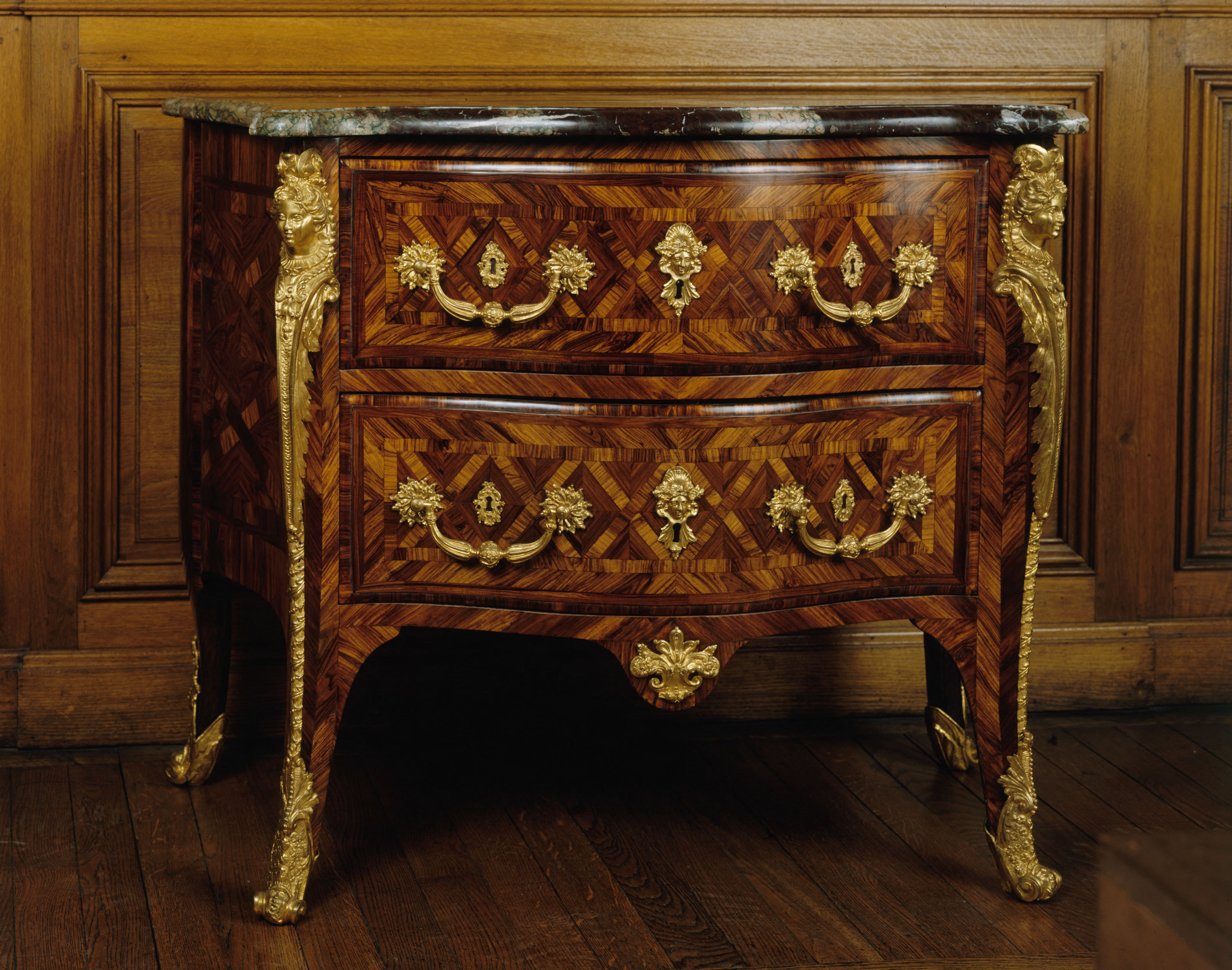